# Volksabstimmungen in der Schweiz 1907
Dieser Artikel bietet eine Übersicht der Volksabstimmungen in der Schweiz im Jahr 1907.
In der Schweiz fand auf Bundesebene eine Volksabstimmung statt, im Rahmen eines Urnengangs am 3. November. Dabei handelte es sich um ein fakultatives Referendum.

## Abstimmung am 3. November 1907

### Ergebnis
| Nr. | Vorlage                                                   | Art | Stimm- berechtigte | Abgegebene Stimmen | Beteiligung | Gültige Stimmen | Ja      | Nein    | Ja-Anteil | Nein-Anteil | Stände | Ergebnis |
| --- | --------------------------------------------------------- | --- | ------------------ | ------------------ | ----------- | --------------- | ------- | ------- | --------- | ----------- | ------ | -------- |
| 66  | Militärorganisation der schweizerischen Eidgenossenschaft | FR  | 808'916            | 603'931            | 74,66 %     | 597'558         | 329'953 | 267'605 | 55,22 %   | 44,78 %     | –      | ja       |

### Militärorganisation
Eine vollständige Zentralisierung der Schweizer Armee war 1872 und 1895 gescheitert. Doch die Reformbestrebungen kamen nicht zum Erliegen, denn zu offensichtlich waren die Mängel der Militärorganisation, die sich zum Teil noch immer auf kantonale Truppen stützte. 1897 erhielt der Bundesrat vom Parlament den Auftrag zur Ausarbeitung einer Reform, doch es dauerte bis 1904, ehe Verteidigungsminister Eduard Müller einen Vorentwurf präsentieren konnte. Nach mehreren Überarbeitungen gab das Parlament im April 1907 seine Zustimmung. Das Gesetz sah eine Wehrpflicht bis zum 48. Altersjahr und eine 65-tägige Rekrutenschule vor. Die Artillerie sollte an den Bund übergehen, die Dragoner hingegen bei den Kantonen verbleiben. Ausserdem sollte der Bund einen freiwilligen militärischen Vorunterricht finanziell unterstützten. Den Antrag der SP, wonach die Armee nur dann gegen Streiks eingesetzt werden dürfe, «wenn dies für die Aufrechterhaltung der öffentlichen Ordnung unumgänglich nötig ist», lehnten die Räte ab. Aus diesem Grund beschloss die SP, das Referendum zu ergreifen. Darüber hinaus kritisierten die Gegner «Preussentum» und Militarismus in der Armee. Sie bezeichnen die Verlängerung der Rekrutenschule und die häufigen Wiederholungskurse als Belastung für Arbeiter und Bauern. Die Befürworter bezeichneten die Revision als unverzichtbar für die Stärkung der Wehrkraft und somit zur Sicherung der Unabhängigkeit des Landes. Bei einer hohen Stimmbeteiligung wurde das Gesetz mit rund 55 Prozent der Stimmen angenommen.